# Julius Kane
Julius Kane (Boedapest, 1921 – Melbourne, 1962) was een, in Hongarije geboren, Australische beeldhouwer en graficus.

## Leven en werk
Julius Kuhn, zoals hij oorspronkelijk heette, studeerde rechten en economie aan de Universiteit van Boedapest. In 1946 vertrok hij naar München, waar hij tot 1949 aan de kunstacademie traditionele beeldhouwkunst studeerde bij Anton Hiller. In 1949 emigreerde hij naar Australië. Hij was werkzaam als beeldhouwer en graficus en veranderde van stijl: van klassiek/traditioneel naar abstract. 
In 1953 richtte Kuhn in Melbourne met de beeldhouwers Clifford Last, Inge King en Norma Redpath de beweging Group of Four op ter promotie van de moderne, abstracte beeldhouwkunst met industriële materialen en met gebruikmaking van geometrische vormen. 
Kuhn nam in 1956 de Australische nationaliteit aan en veranderde zijn naam in Kane, de naam waaronder hij zich reeds als beeldhouwer had gevestigd. Gedurende 1960 en 1961 reisde hij naar de Verenigde Staten, Mexico en Canada. In dat laatste land studeerde hij nog aan het Ontario College of Art.

## Centre Five group
In 1961 werd tijdens een bijeenkomst, die was georganiseerd door Julius Kane, de Centre Five Group of sculptors of Centre 5 opgericht. De Centre 5 Group werd genoemd naar het vijfpuntenplan van Kane, dat tijdens de bijeenkomst werd opgesteld. Deelnemers aan deze afsplitsing van de Victorian Sculptors' Society waren naast Kane: Inge King, Norma Redpath, Vincas Jomantas, Teisutis Zikaras, Clifford Last en Lenton Parr. Een van de vijf punten was het contact met het publiek te verbeteren, hetgeen kon worden bereikt door groepsexposities. Door het feit dat zij uit de Sculptors' Society traden, werden hun exposities als concurrentie gezien, hetgeen leidde tot een diepe verdeeldheid in de beeldhouwgemeenschap. De eerste groepstentoonstellingen vonden plaats in 1963, 1964 en 1965. Ook in 1974 en 1984 werden werken van deze beeldhouwers tijdens Centre 5-exposities getoond.
Julius Kane stierf in 1962. Zijn werk, bestaande uit sculpturen, litho's en houtsneden, is opgenomen in de collectie van de National Gallery of Australia en de museumcollecties in de staat Victoria, zoals de National Gallery of Victoria, de Art Gallery of Ballarat en de McClelland Gallery. Ter herinnering aan Kane werd door het Victorian College of Art een studiebeurs, de Julius Kane Memorial Scholarship, ingesteld.
- National Gallery of Victoria: 712